# Universidad Estatal Lingüística de Minsk
La Universidad Estatal Lingüística de Minsk es una universidad ubicada en Minsk, Bielorrusia.
Se especializa en lenguas extranjeras, con énfasis en el inglés, el francés, el alemán y el castellano.
Fue fundada en 1948 como el Instituto de Lenguas Extranjeras de Minsk.
En 2011 contaba con nueve departamentos.

## Principales área de investigación
- Fonética
- Metodologías de enseñanza de lenguas extranjeras.
- Lingüística funcional
- Organización de textos

## Centros de Estudio

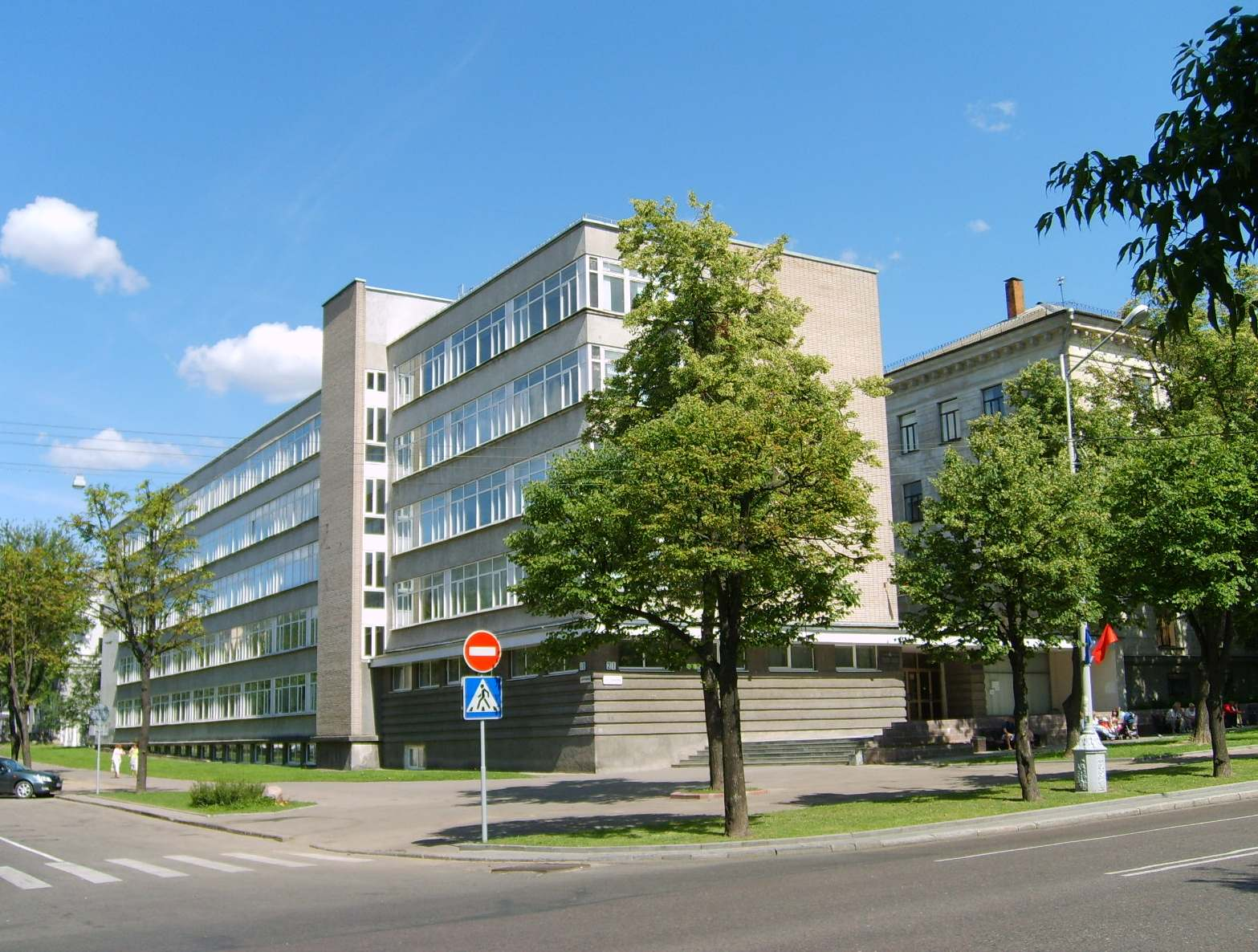
Sede central de la UELM

- Centro de Lengua Bielorrusa
- Biblioteca Austríaca
- Biblioteca de Estudios Americanos
- Centro Cultural de España
- Centro Cultural de Italia
- Centro Cultural de Turquía
- Centro Cultural de China